# Bürgerschaftswahl in Hamburg 1993
- SPD: 58
- GAL: 19
- Statt: 8
- CDU: 36

- Regierung: 66
- Opposition: 55

Am 19. September 1993 fand die Wahl zur 15. Wahlperiode der Bürgerschaft der Freien und Hansestadt Hamburg (Bürgerschaftswahl) statt.

## Wahl
Es wurden 121 Abgeordnete in die Bürgerschaft gewählt. 1.240.259 Hamburger waren aufgerufen, das Parlament zu wählen. Es wurden 844.902 gültige Stimmen abgegeben. Das entspricht einer Wahlbeteiligung von 69,9 % (1991: 66,1 %). Die Hamburger Bürgerschaft trat am 6. Oktober 1993 zu ihrer konstituierenden Sitzung zusammen.
Diese Neuwahl wurde nach der Bürgerschaftswahl vom 2. Juni 1991 nötig, weil eine Gruppe von etwa 20 CDU-Mitgliedern die Gültigkeit der damaligen Bürgerschaftswahl und von sechs der sieben Bezirksversammlungswahlen desselben Tages bezweifelte. Die Kandidatenaufstellung bei der CDU habe gegen Wahlrechtsgrundsätze verstoßen. Das Hamburgische Verfassungsgericht gab dem Antrag statt. Der Verleger Markus Wegner, ehemals CDU-Mitglied und Mitkläger, gründete die Statt Partei, die auf Anhieb die 5-%-Hürde übersprang.
Die FDP schaffte bei dieser Wahl mit 4,2 % nicht den Sprung in das Parlament. Verlierer waren aber auch die beiden großen Volksparteien. Die SPD verlor im Parlament zwar nur drei Sitze, aber bei der Wahl 7,6 Prozentpunkte der Stimmen. Die CDU verlor 8 Sitze und 10 Prozentpunkte der Wählerstimmen. Der einzige Sieger der etablierten Parteien war die Grün-Alternative Liste Hamburg (GAL). Sie konnte 10 Sitze und 6,3 Prozentpunkte hinzugewinnen. Interessant ist der Unterschied der kleinen Parteien von der Wahl 1991 zu 1993. Während 1991 die vier traditionellen Parteien (SPD, CDU, GAL und FDP) noch 95,7 % der Wählerstimmen auf sich vereinen konnten, waren es 1993 nur noch 83,2 %. Die Sieger der kleinen Parteien waren die STATT Partei sowie die beiden rechtsextremen Parteien der Republikaner und der DVU. Aber auch die Grauen konnten ihr Wahlergebnis fast verdoppeln.

## Wahlergebnis
| Partei                         | Stimmanteil | Sitze |
| ------------------------------ | ----------- | ----- |
| SPD                            | 40,4 %      | 58    |
| CDU                            | 25,1 %      | 36    |
| Grüne/GAL                      | 13,5 %      | 19    |
| STATT                          | 5,6 %       | 8     |
| REP                            | 4,8 %       | -     |
| FDP                            | 4,2 %       | -     |
| DVU                            | 2,8 %       | -     |
| Graue                          | 1,6 %       | -     |
| Linke Alternative – Wehrt Euch | 0,5 %       | -     |
| Zukunft                        | 0,5 %       | -     |
| Mensch Umwelt Tierschutz       | 0,3 %       | -     |
| PBC                            | 0,2 %       | -     |
| Naturgesetz                    | 0,2 %       | -     |
| ÖDP                            | 0,1 %       | -     |
| Johann Dolny                   | 0,1 %       | -     |
| Deutsche Mitte                 | 0,1 %       | -     |
| NL                             | 0,0 %       | -     |
| VSP                            | 0,0 %       | -     |
| SLU                            | 0,0 %       | -     |

## Regierung
Die SPD konnte nicht mehr wie während der 14. Wahlperiode allein den Senat stellen. Sie stellte mit der von Markus Wegner gegründeten Statt Partei zusammen die Regierung des Stadtstaates. Henning Voscherau wurde wieder als Erster Bürgermeister gewählt. Zweiter Bürgermeister wurde der parteilose und von der Statt Partei gestellte Erhard Rittershaus.

## Untersuchungsausschuss „Hamburger Polizei“
Während der 15. Wahlperiode beschäftigte sich ein Parlamentarischen Untersuchungsausschuss zur Aufarbeitung des Hamburger Polizeiskandals mit den Missständen bei der Hamburger Polizei. Den Vorsitz übernahm der Staatsrechtler Ulrich Karpen (CDU).
Der Untersuchungsausschuss wurde kurz nach dem Rücktritt des damaligen Innensenators Werner Hackmann und den Vorwürfen gegen die Hamburger Polizei (speziell die Wache 16 in der Lerchenstraße) gebildet. Vorwürfe waren fremdenfeindliche Einstellungen, Bereitschaft zu gewaltsamen Übergriffen (von Amnesty International als Folter angeprangert) und Corpsgeist. Am 13. November 1997 wurde in dem 1200 Seiten starken Abschlussbericht des Ausschusses festgestellt, dass die Probleme bei der Hamburger Polizei keine Einzelfälle wären.
Aus dem Untersuchungsausschuss entstand unter dem rot-grünen Senat in der 16. Wahlperiode die „Hamburger Polizeikommission“. Die Kommission hatte von Gesetzes wegen „die Aufgabe, interne Fehlentwicklungen und daraus folgende Gefährdungen der Einhaltung rechtsstaatlichen Verhaltens der Polizei zu erkennen und darüber zu berichten“.